# Cimetière royal d'Haga
Le cimetière royal d'Haga (Kungliga begravningsplatsen) est un cimetière qui accueille les membres de la famille royale suédoise depuis 1922. Il est situé dans la commune de Solna, dans le parc Haga qui s'étend sur deux kilomètres le long des rives du lac de Brunnsviken. Le cimetière occupe une petite île du parc appelée Karlsborg.

## Historique
Le cimetière a été créé en 1922, lorsque la princesse Margaret de Connaught, première épouse de Gustave VI Adolphe, a été enterrée dans le parc Haga après avoir été inhumée provisoirement pendant deux années dans la cathédrale de Stockholm. La princesse, qui était anglaise de naissance, était connue pour s'intéresser à l'horticulture et avait explicitement exprimé le souhait de ne pas être enterrée à l'intérieur d'une église. L'église de Riddarholmen (Riddarholmskyrkan) qui était le panthéon historique des souverains suédois, commençait d'ailleurs à manquer de place.
Un petit cap du parc Haga est alors creusé pour former une île du lac de Brunnsviken. L'entrée du cimetière se fait depuis le parc, par un petit pont traversant le canal artificiel. 
Depuis la création du cimetière royal, tous les membres masculins de la maison Bernadotte et leurs épouses respectives y ont été enterrés, à quelques exceptions près : 
- le roi Gustave V et la reine Victoria, qui se trouvent à l'église de Riddarholmen ;
- le prince Eugène de Suède, fils d'Oscar II, dont les cendres sont enterrées au Waldemarsudde (Cap de Valdemar) ;
- le prince Guillaume de Suède, fils de Gustave V, qui est enterré au cimetière de Flen ;
- le prince Oscar de Suède, fils d'Oscar II, et son épouse, née Ebba Munck af Fulkila, qui reposent au cimetière du Nord, l'un des plus importants cimetières de Stockholm ;
- le prince Lennart Bernadotte, qui est enterré sur l'Île de Mainau en Allemagne.

## Personnes inhumées
Le cimetière regroupe actuellement 15 personnalités de la maison Bernadotte. En voici la liste :
1. Carl de Suède, prince de Suède, duc de Westergothie (27 février 1861 - 24 octobre 1951) (fils d'Oscar II de Suède)
2. Ingeborg de Danemark, princesse de Suède, duchesse de Westergothie (2 août 1878 - 12 mars 1958) (épouse de Carl de Suède)
3. Carl Bernadotte, prince de Suède, duc d'Ostrogothie, prince Bernadotte (10 janvier 1911 - 27 juin 2003) (fils de Carl de Suède)
4. Kristine Bernadotte née Rivelsrud, princesse Bernadotte (22 avril 1932 – 4 novembre 2014) (3e épouse de Carl Bernadotte)
5. Gustave VI Adolphe de Suède, roi de Suède (11 novembre 1882 - 15 septembre 1973) (fils de Gustave V de Suède)
6. Margaret de Connaught, princesse de Suède (15 janvier 1882 - 1er mai 1920) (1re épouse de Gustave VI Adolphe de Suède)
7. Louise Mountbatten, reine de Suède (13 juillet 1889 - 7 mars 1965) (2e épouse de Gustave VI Adolphe de Suède)
8. Gustave-Adolphe de Suède, prince de Suède, duc de Västerbotten (22 avril 1906 - 26 janvier 1947) (fils de Gustave VI Adolphe de Suède et de Margaret de Connaught)
9. Sibylle de Saxe-Cobourg et Gotha, princesse de Suède, duchesse de Västerbotten (18 janvier 1908 - 28 novembre 1972) (épouse de Gustave-Adolphe de Suède)
10. Birgitte de Suède, princesse de Suède (19 janvier 1937 - 4 décembre 2024) (fille de Gustave-Adolphe de Suède et de Sibylle de Saxe-Cobourg et Gotha)
11. Sigvard de Suède, prince de Suède, duc d'Uppland (7 juin 1907 - 4 février 2002) (fils de Gustave VI Adolphe de Suède et de Margaret de Connaught)
12. Bertil de Suède, prince de Suède, duc de Halland (28 février 1912 - 5 janvier 1997) (fils de Gustave VI Adolphe de Suède et de Margaret de Connaught)
13. Lilian de Suède, princesse de Suède, duchesse de Halland (30 août 1915 - 10 mars 2013) (épouse de Bertil de Suède)
14. Carl Johan de Suède, prince de Suède, duc de Dalécarlie (31 octobre 1916 - 5 mai 2012) (fils de Gustave VI Adolphe de Suède et de Margaret de Connaught)
15. Gunnila Bernadotte née Wachtmeister, comtesse de Wisborg (12 mai 1923 - 12 septembre 2016) (épouse de Carl Johan de Suède)

## Galerie d'images des tombes

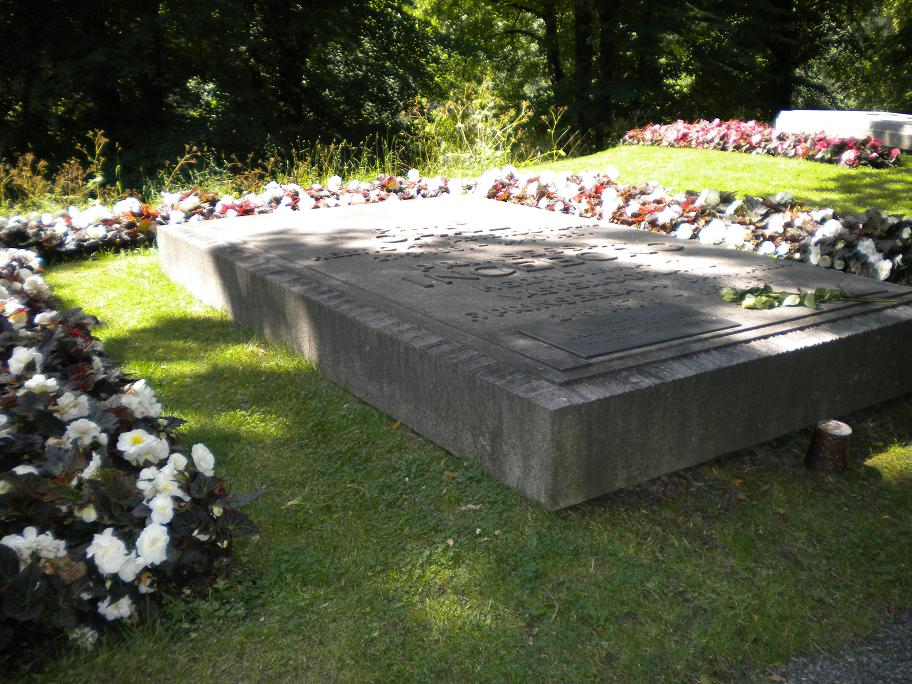
Tombe de Carl de Suède, d'Ingeborg de Danemark et de Carl Bernadotte
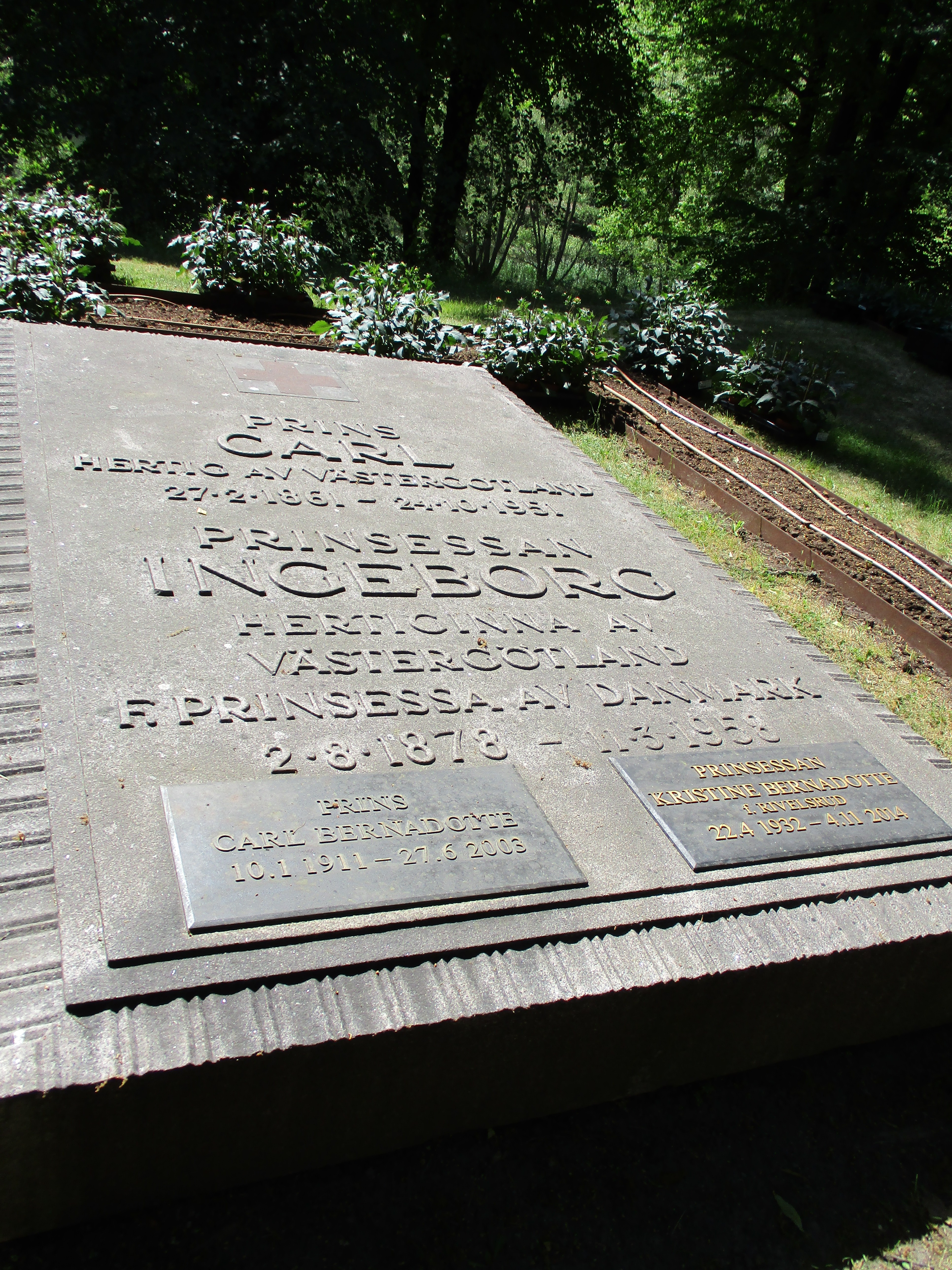
Détail de la tombe de Carl de Suède, d'Ingeborg de Danemark et de Carl Bernadotte et de Kristine Bernadotte
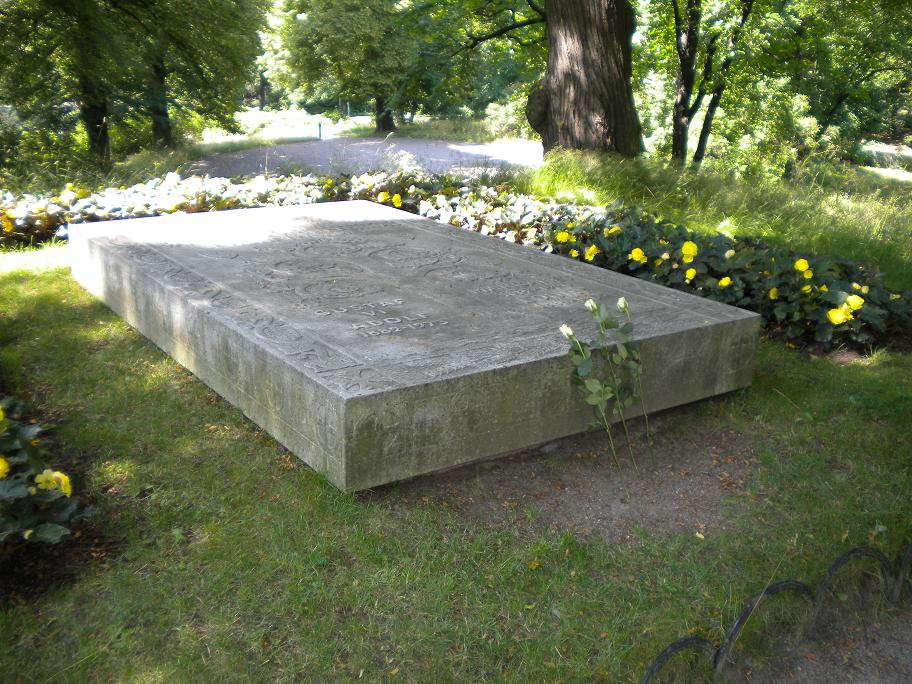
Tombe de Gustave VI Adolphe de Suède, de Margaret de Connaught et de Louise Mountbatten
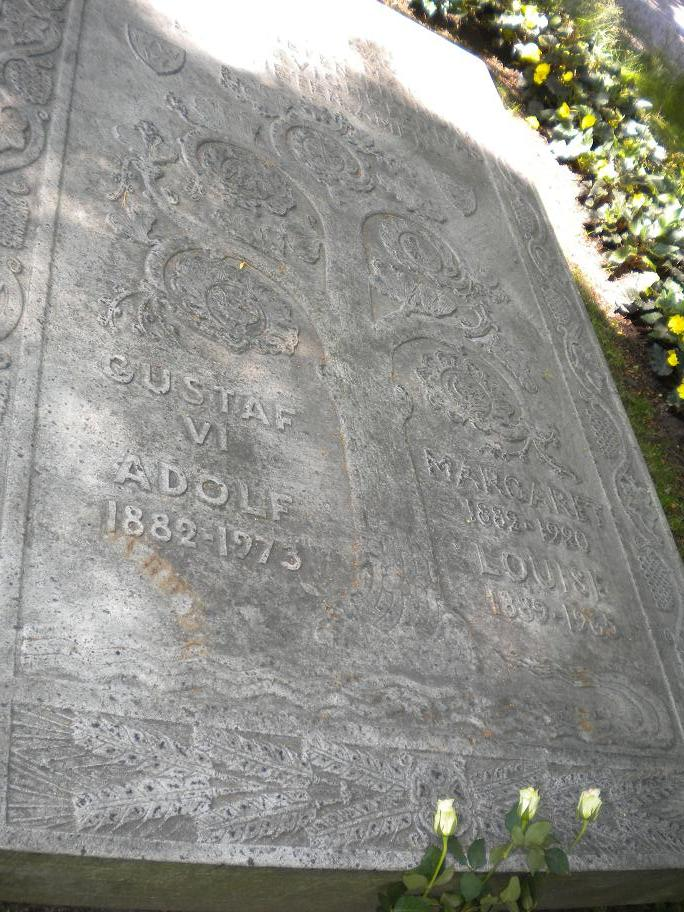
Détail de la tombe de Gustave VI Adolphe de Suède, de Margaret de Connaught et de Louise Mountbatten
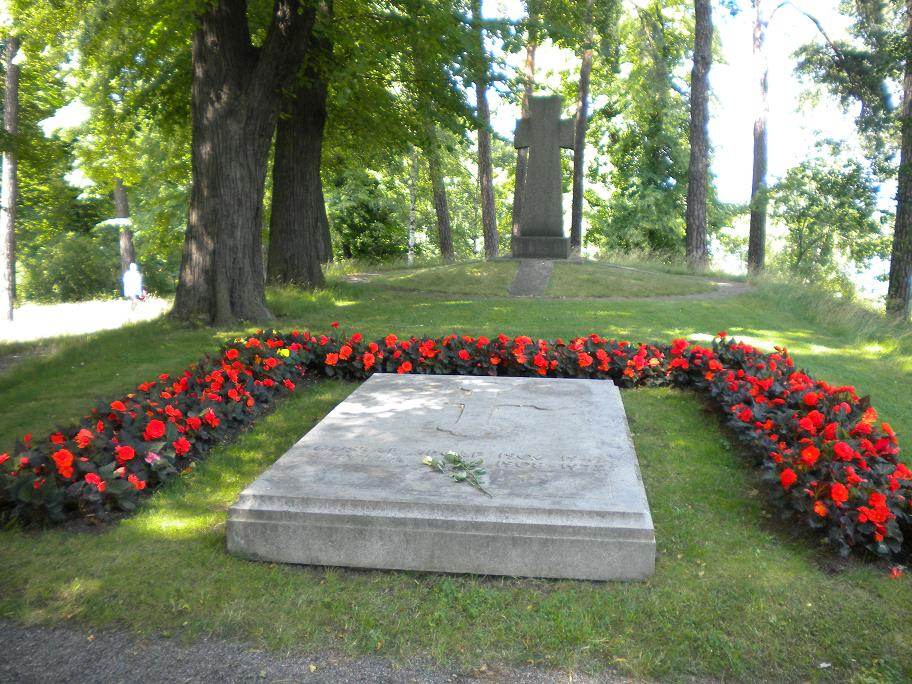
Tombe de Gustave-Adolphe de Suède et de Sibylle de Saxe-Cobourg et Gotha
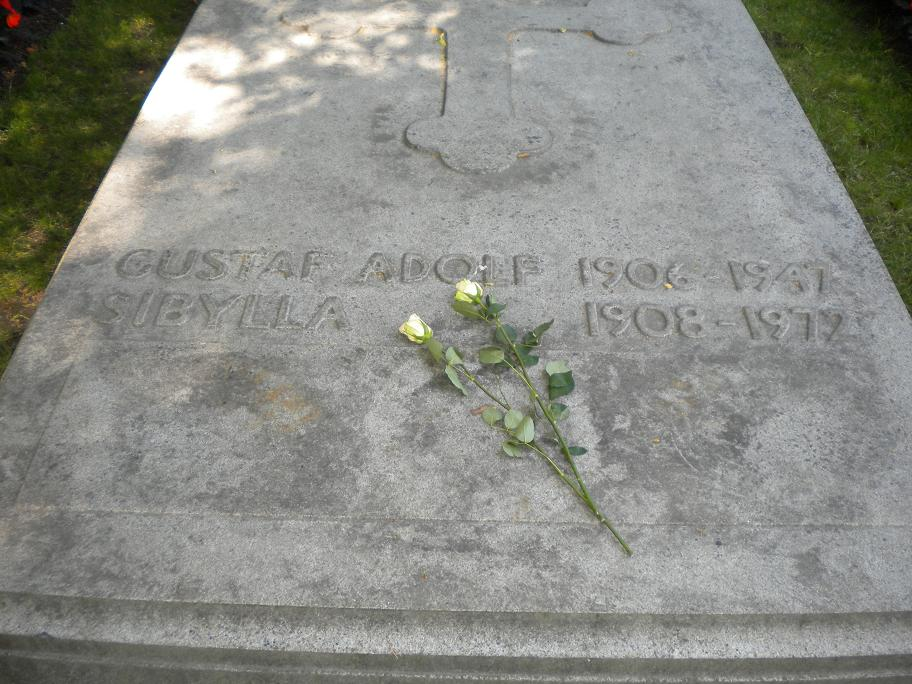
Détail de la tombe de Gustave-Adolphe de Suède et de Sibylle de Saxe-Cobourg et Gotha
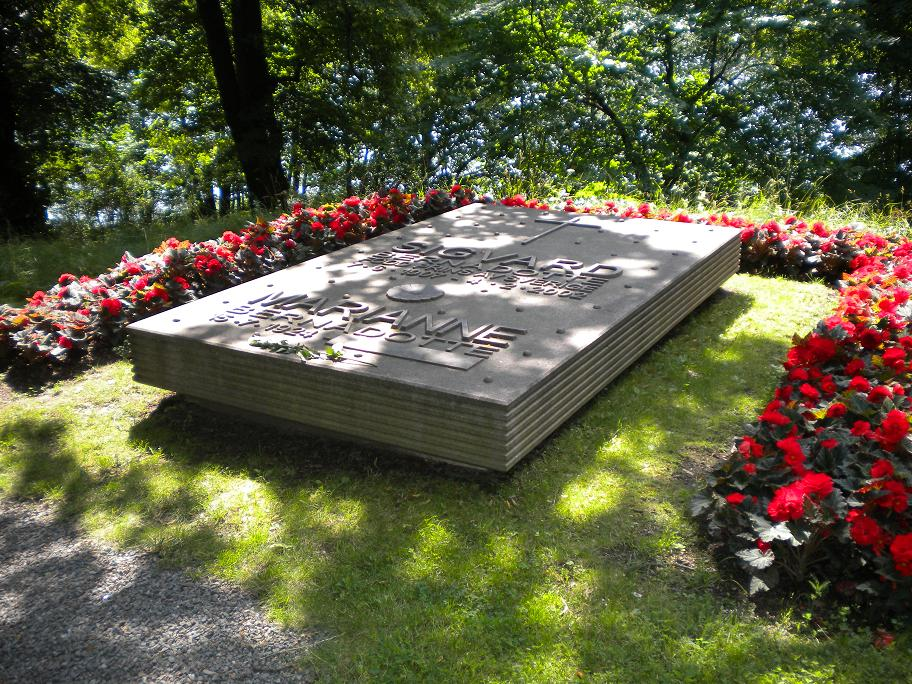
Tombe de Sigvard de Suède
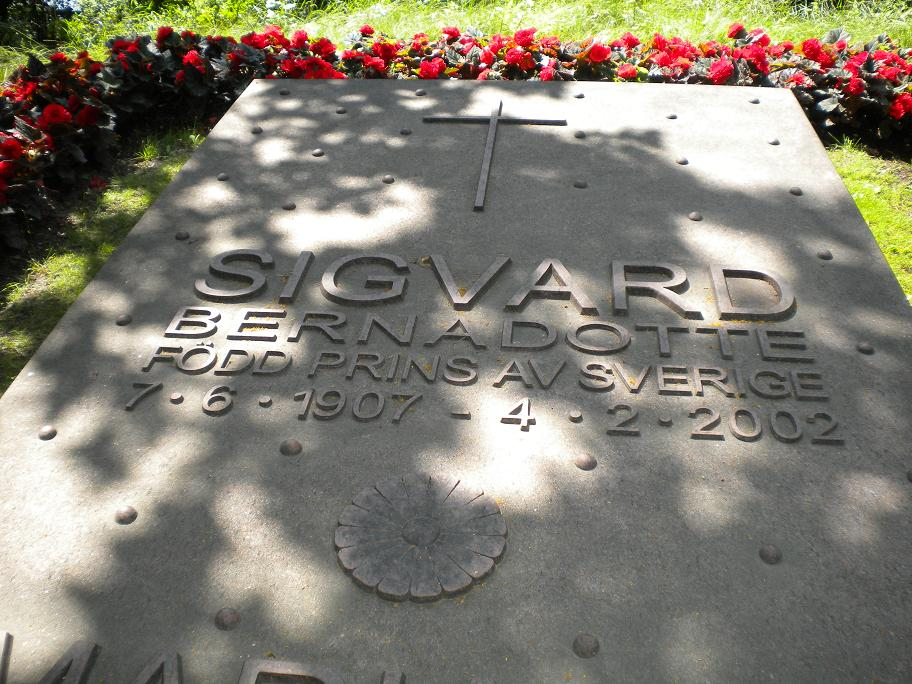
Détail de la tombe de Sigvard de Suède
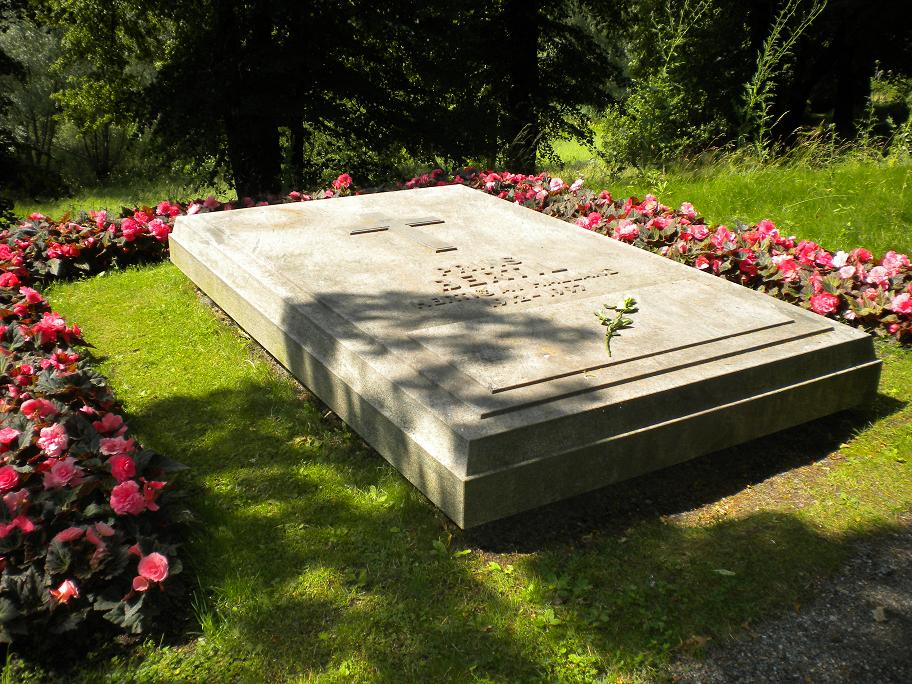
Tombe de Bertil de Suède
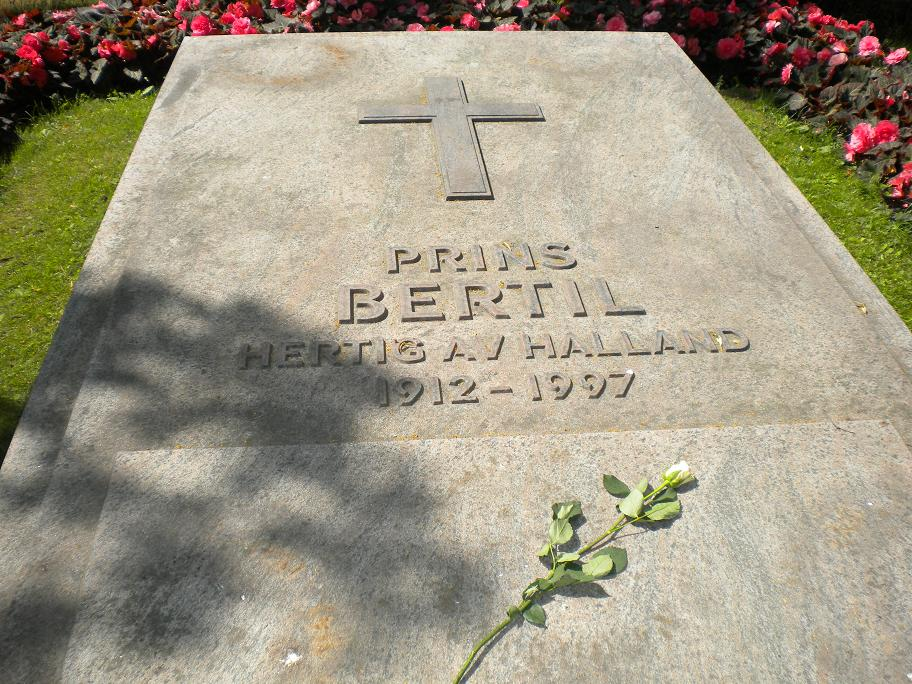
Détail de la tombe de Bertil de Suède
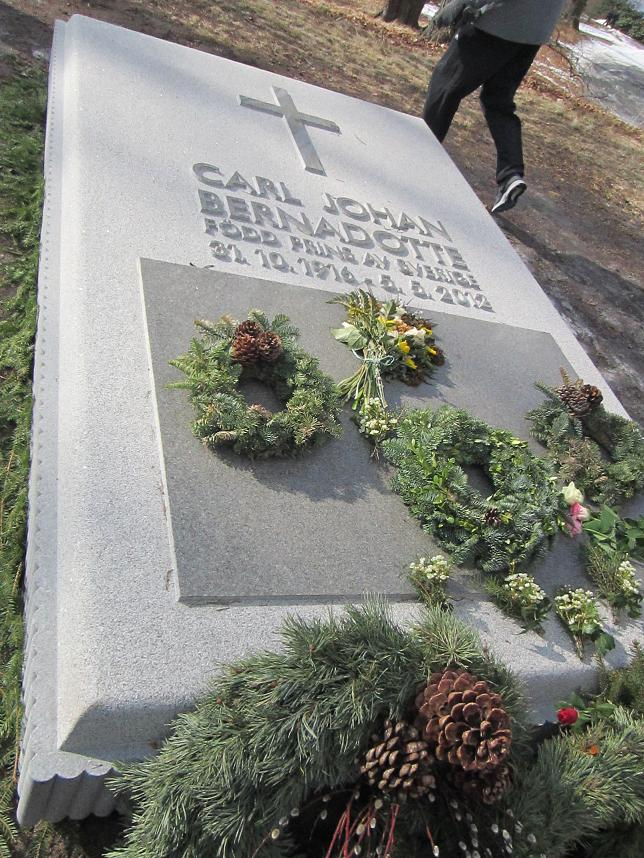
Tombe de Carl Johan de Suède